# ED50
ED50 (European Datum 1950) is een geodetisch referentiesysteem (geodetisch datum), dat na de Tweede Wereldoorlog in Europa werd ingevoerd om eenheid in lengte- en breedtegraden in Europa te bewerkstelligen.
ED50 is gebaseerd op de hayford-ellipsoïde (equatoriale straal 6378,388 km, afplatting 1:297) en heeft een referentiepunt in de Frauenkirche in München. Het systeem is nog steeds in gebruik, maar wordt snel verdrongen door het World Geodetic System 1984 (WGS 84).
ED50 en WGS 84 liggen in Nederland en België ongeveer 100 meter verschoven ten opzichte van elkaar.